# Đại lộ Champs-Élysées
| Đại lộ Champs-Élysées   | Đại lộ Champs-Élysées |
| ----------------------- | --------------------- |
|                         |                       |
| Quận                    | Quận 8                |
| Bắt đầu                 | Quảng trường Concorde |
| Kết thúc                | Quảng trường Étoile   |
| Chiều dài               | 1910 m                |
| Chiều rộng              | 70 m                  |
| Khánh thành             | 1670                  |
| Đặt tên                 | 1694                  |
|                         |                       |
|                         |                       |
| Champs-Élysées mùa Noel |                       |

Đại lộ Champs-Élysées (Thiên thai Đại lộ) là một thông lộ lớn và nổi tiếng của thành phố Paris nối hai quảng trường Concorde và Étoile nơi đặt Khải Hoàn Môn. Tuy đây là một thông lộ lớn (avenue) theo cách dùng nguyên nghĩa theo tiếng Pháp, tiếng Việt thường gọi đây là đại lộ. Con đường này chính nó là một địa điểm thu hút số lớn du khách của thành phố với nhiều cửa hàng, quán cà phê, rạp chiếu phim.... Đại lộ cũng là nơi tổ chức các sự kiện, lễ hội quan trọng của Paris, như Duyệt binh ngày Quốc khánh Pháp (14 tháng 7), chặng cuối của cuộc đua xe đạp Tour de France, địa điểm các cuộc ăn mừng, chào đón năm mới...
Champs-Élysées được xem như một trong những đại lộ danh tiếng nhất thế giới. Nhiều đường phố nổi tiếng khác được so sánh với Champs-Élysées, như đại lộ Benjamin Franklin ở Philadelphia hay Paseo de la Reforma ở Thành phố Mexico.
| Métro Paris | Bến tàu điện ngầm: Concorde, Franklin D. Roosevelt, George V hoặc Champs-Élysées - Clemenceau |

## Lịch sử

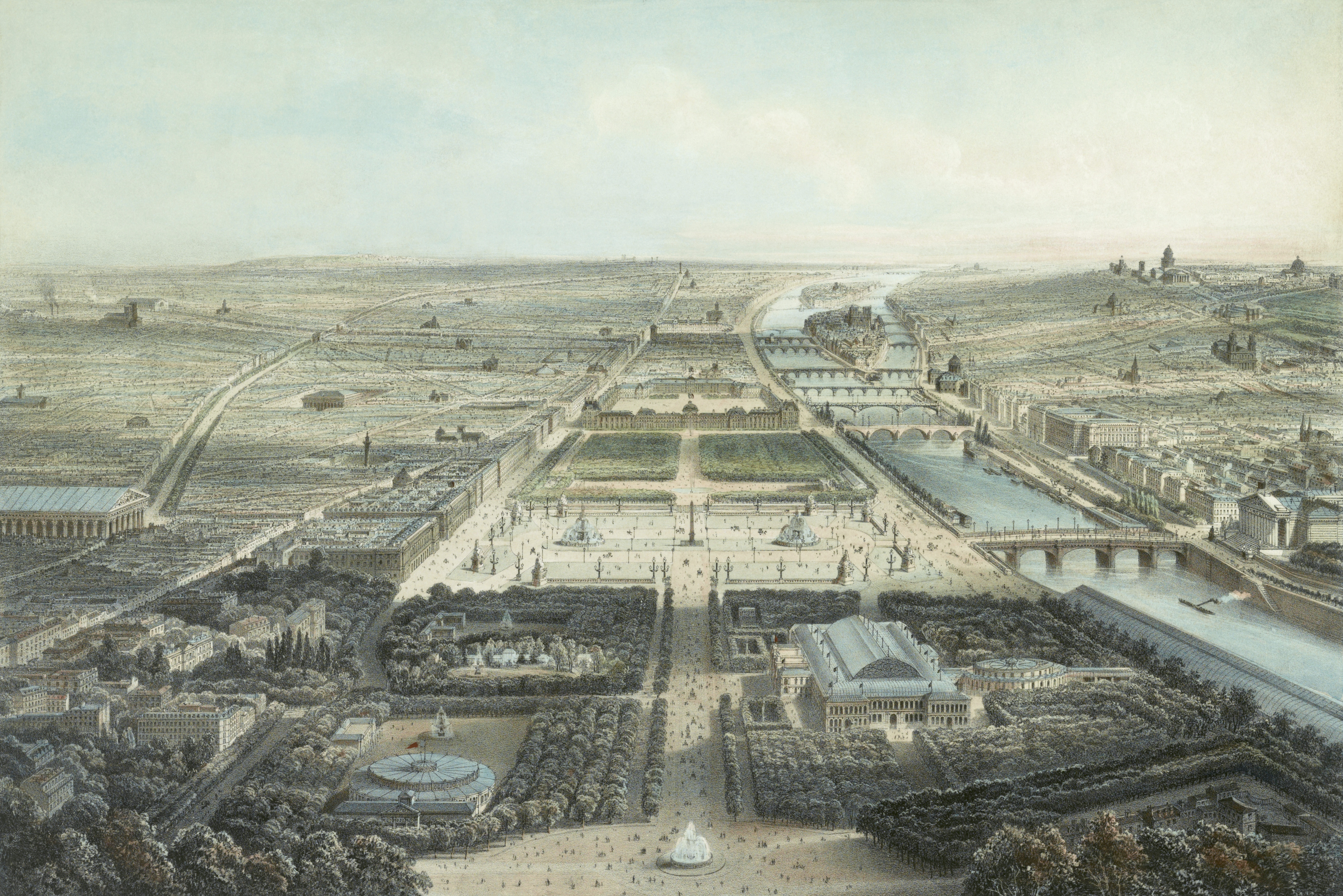
Đại lộ Champs-Elysées khoảng thập niên 1860

Khải hoàn Môn ở cuối đại lộ Champs-Elysées khoảng 1900

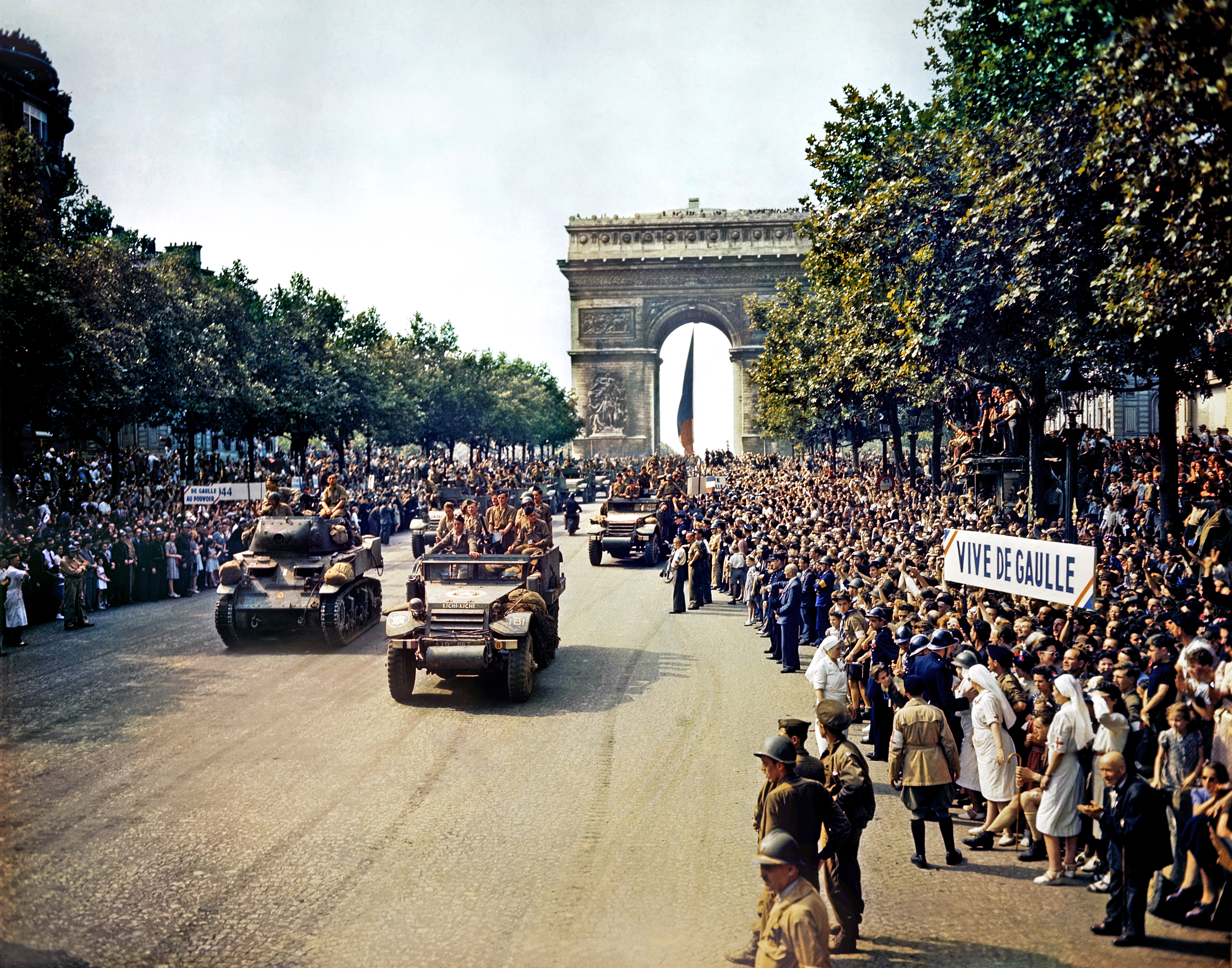
Quân đội Pháp trên đại lộ Champs-Élysées sau khi Paris được giải phóng năm 1944

"Champs-Elysées" có nghĩa là Cánh đồng Elysées. Tên gọi này xuất phát từ chữ "Elysium" trong tiếng La Tinh, có nghĩa Hòn đảo cực lạc, hay cõi Thiên Thai, nơi nghỉ ngơi dành cho các đấng hào kiệt và tiết hạnh đã khuất. Đại lộ Champs-Elysées cũng có nhiều tên gọi khác trong quá khứ. Đầu tiên vào năm 1670, đại lộ mang tên "Grande Allée du Roule", sau đó được đổi thành "Avenue de la Grille Royale" vào năm 1678. Cuối cùng từ năm 1694, đại lộ mang tên "Champs-Elysées".
Lịch sử của Champs-Elysées có từ năm 1616, khi hoàng hậu Marie de Médicis quyết định mở một con đường dài (avenue) có trồng cây hai bên để đi dạo tức một thông lộ. Khi đó khu vực Champs-Elysées mới chỉ là cánh đồng, còn vượt xa tiếp là đồi Chaillot. Năm 1667, André Le Nôtre, họa sĩ thiết kế vườn của vua Louis XIV, cho kéo dài khung cảnh của vườn Tuileries, tạo thành một trục từ cung điện tới đồi Chaillot. Nhưng công việc tiến triển chậm chạp bởi triều đình dần chuyển về Versailles. Champs-Elysées khi đó trở thành một không gian xanh, nơi ưa thích của người dân Paris. Dần được đô thị hóa, nhưng nơi đây vẫn còn quê mùa nếu so với các khu phố nội ô phát triển từ trước đó. Khi bức tường thành của vua Louis XIII được xây dựng trong khoảng 1633 đến 1636, Champs-Elysées vẫn nằm ngoài nội ô Paris.
Tới năm 1724, giám đốc vườn hoàng gia cho đại lộ kéo dài tới vị trí quảng trường Étoile ngày nay. Năm 1763, quảng trường Concorde ở đầu đại lộ được khánh thành. Đến thập niên 1780, khi bức tường Thuế quan được xây dựng bao quanh Paris để kiếm soát hàng hóa thì Champs-Elysées thuộc về phần bên trong của bức tường. Năm 1806, Napoléon Bonaparte cho xây dựng Khải Hoàn Môn ở Étoile, phía cuối đại lộ. Công trình tới năm 1836, dưới thời Louis-Philippe I mới hoàn thành. Trong khoảng thời gian 1814 tới 1815, khi quân đội Nga và Phổ đẩy lùi quân của Napoléon tới tận thủ đô, những người Cossack đã cắm trại ở khu vực này, phá hoại cây cối.
Với luật ngày 20 tháng 8 năm 1828, Nhà nước nhượng quyền sử hữu khu đất này về cho chính quyền thành phố Paris. Kèm theo đó là điều kiện phải bảo vệ khu vườn và quang cảnh của khu vực. Năm 1836, kiến trúc sư Jacques Hittorff bắt đầu công việc xây vỉa hè, lắp hệ thống chiếu sáng, các đài phun nước... Cùng thời gian đó, nhiều tòa nhà mọc lên, các nhà hàng, quán cà phê, nhà hát xuất hiện. Năm 1858, trong dự án cải tạo Paris của nam tước Georges Eugène Haussmann, Jean-Charles Alphand cho trồng các thảm cỏ và hai hàng cây hai bên. Cuối đại lộ, quảng trường Étoile cũng được quy hoạch lại.
Trong thời kỳ Belle Époque, Champs-Elysées với các nhà hàng, rạp xiếc, quá cà phê... trở thành địa điểm thu hút giới giàu có. Xe ngựa của tầng lớp thượng lưu chạy tấp nập trên đại lộ. Triển lãm thế giới năm 1900, hai công trình Grand Palais và Petit Palais được xây dựng bên đại lộ Winston-Churchill, gần đoạn đầu đại lộ Champs-Elysées. Năm 1902, cùng với đường tàu điện ngầm số 1, các khách sạn lớn, các ngôi nhà sang trọng xuất hiện kéo theo những phát triển thương mại. Đại lộ Champs-Elysées trở thành "nơi trưng bày" của công nghiệp hiện đại với những xe hơi, rạp chiếu phim... Từ những năm 1930, các văn phòng bắt đầu tập trung về đây. Đại lộ cũng dần trở thành nơi tổ chức các lễ hội, sự kiện. Từ năm 1919, Champs-Elysées là địa điểm của cuộc Duyệt binh ngày 14 tháng 7. Năm 1944, khi Paris được giải phóng, Quân đội Mỹ diễn hành trên đại lộ. Năm 1970, nơi đây tổ chức tưởng niệm Tổng thống Charles de Gaulle.
Tới năm 1994, đại lộ Champs-Elysées được cải tạo một lần nữa với kinh phí 250 triệu franc. Phần đường dành cho xe hơi được bố trí lại, bãi đậu xe được chuyển xuống xây dưới lòng đất, nền được lát bằng đá granit xám... Đại lộ cũng lấy lại dáng vẻ của ngày xưa, đường đi bộ bằng một hàng cây thứ hai. Những quy định về bảng hiệu, cửa hàng được áp dụng. Cùng với đó một số đèn, ki-ốt... không cần thiết bị loại bỏ. Những người thực hiện cải tạo này là kiến trúc sư quy hoạch đô thị Bernard Huet cùng hai cộng tác Jean-Michel Wilmotte và Norman Foster.

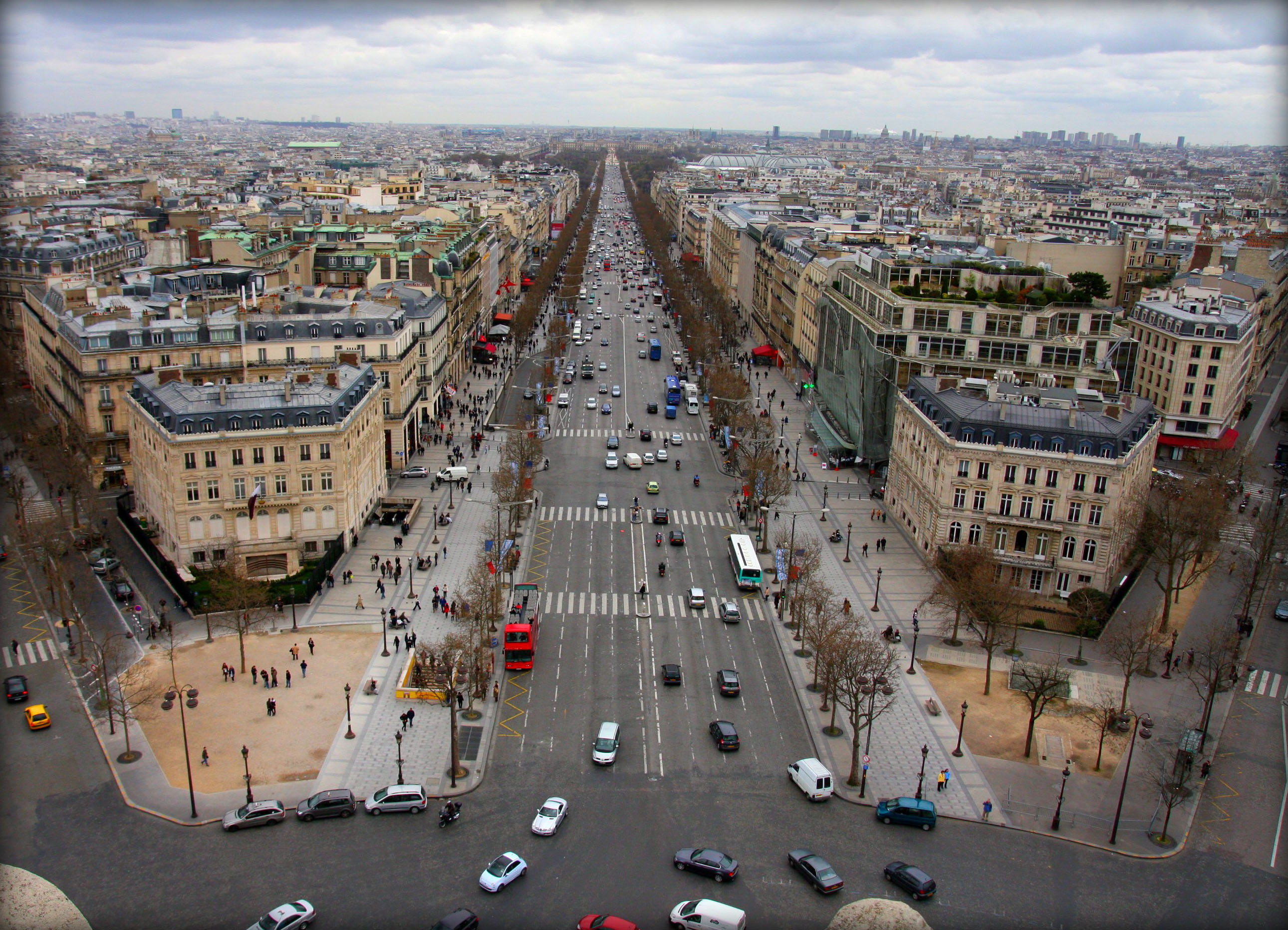
Đại lộ nhìn từ Khải Hoàn Môn

Thuộc Quận 8 thành phố Paris, Champs-Élysées dài 1.915 m, rộng 70 m và nằm trên trục Axe historique, bắt đầu từ Louvre và đi qua rất nhiều công trình nổi tiếng. Đầu đại lộ, phía gần quảng trường Concorde, Champs-Élysées được bao bọc bởi một không gian xanh. Khu vực này tập trung một số công trình quan trọng như Petit Palais, Grand Palais, điện Élysée... Đoạn tiếp theo, bắt đầu từ ngã bảy giao với đại lộ Montaigne, hai bên Champs-Élysées là các tòa nhà với cửa hiệu, quán cà phê, văn phòng, rạp chiếu phim...
Trước thập niên 1950, Champs-Élysées là một khu vực sang trọng, nhưng những năm gần đây, đại lộ trở thành một địa điểm du lịch và đại chúng. Có thể thấy gần Khải Hoàn Môn sự hiện diện của những cửa hàng xa xỉ như Louis Vuitton, Hugo Boss, Cartier, Montblanc. Tiếp theo đó hai bên đại lộ có một số cửa hàng thời trang trung bình như Celio, GAP, Zara... cùng các hàng ăn nhanh McDonald's, Quick. Đại lộ cũng tập trung văn phòng của các ngân hàng, hãng hàng không, phòng trưng bày của các công ty như Mercedes, Peugeot, Toyota... Và như những đường phố khác của Paris, Champs-Élysées cũng có các cột Morris, quầy bán báo, bưu điện, phòng đổi tiền cho khách du lịch...
Giá thuê bất động sản ở Champs-Élysées đắt nhất ở châu Âu và thứ hai thế giới, chỉ sau Fifth Avenue ở khu Manhattan, New York. Trung bình giá cho 100 m² trong vòng một năm là 1,25 triệu đô la. Điều này khiến rất ít dân cư sống ở Champs-Élysées. Ngay cả tầng trên các tòa nhà cũng được dành cho văn phòng. Mức giá này cũng không đồng đều. Phía bên số chẵn, phía Bắc, được ưa chuộng hơn bởi nhiều ánh nắng Mặt Trời.
Tuy là khu vực có giá bất động sản đắt đỏ, nhưng công ty lớn vẫn mở các cửa hàng ở Champs-Élysees với hai mục đích: bán hàng cho số lượng khách du lịch rất lớn của đại lộ và quảng cáo thương hiệu tại một địa điểm nổi tiếng. Theo nghiên cứu của chính quyền thành phố Paris, 39 % trong số 332 cửa hàng của Champs-Élysées thuộc về ngành may mặc.

## Ủy ban Champs-Élysées

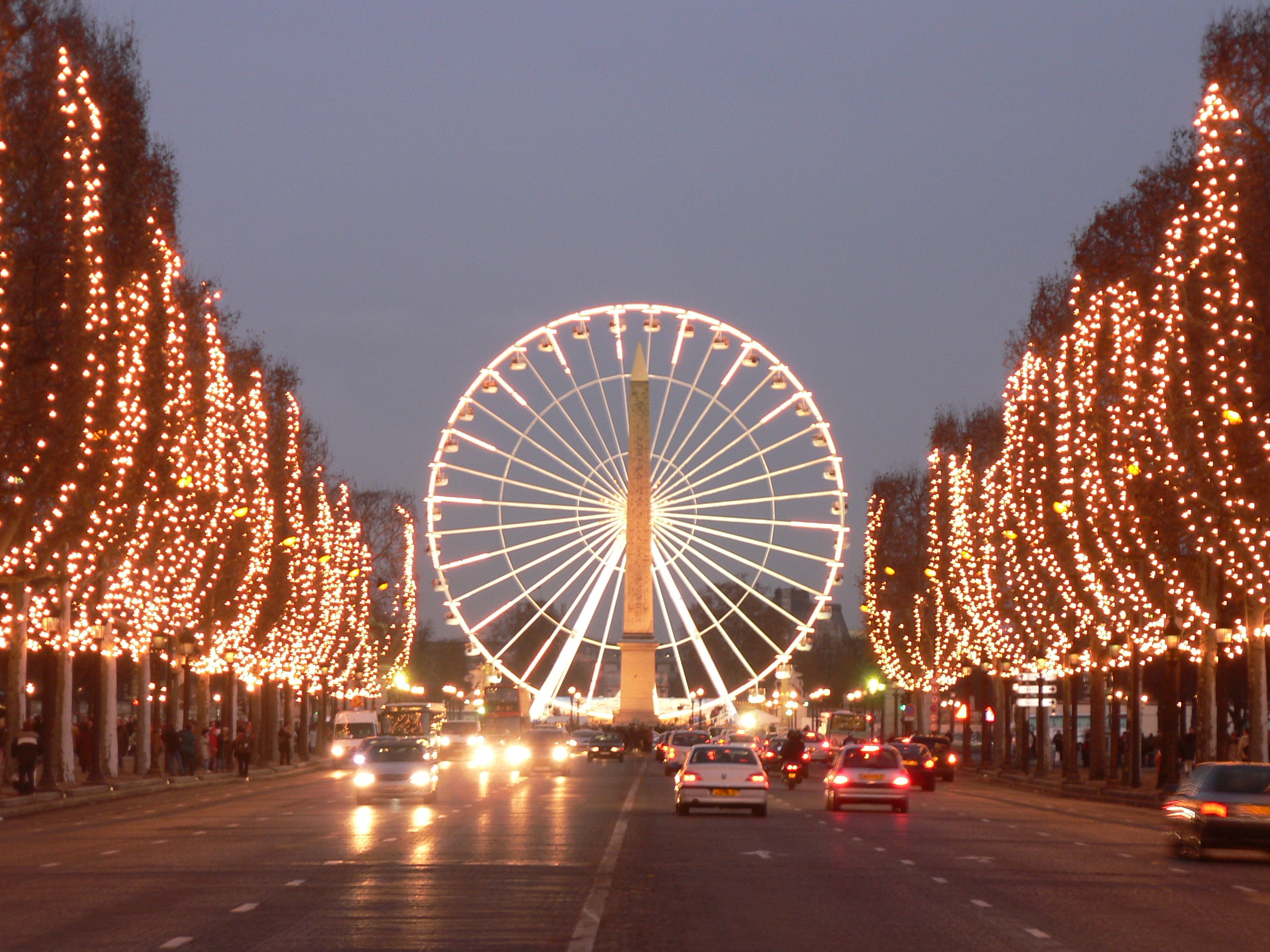
Đu quay trên quảng trường Concorde

Vốn được thành lập vào năm 1860 với mục đích quản lý đại lộ, tới tháng 2 năm 1916, tổ chức này trở thành một hiệp hội. "Syndicat d'Initiative et de Défense des Champs-Elysées" (Nghiệp đoàn Khởi xướng và Bảo vệ Champs-Elysées) được chuyển thành "Amis des Champs-Elysées" (Những người bạn Champs-Elysées) rồi sau 1980 thành "Comité des Champs-Elysées" (Ủy ban Champs-élysées). Ngày nay, Ủy ban Champs-élysées là hiệp hội duy nhất đại diện cho các hoạt động thương mại của đại lộ đối với chính quyền. Số lượng thành viên của hiệp hội hiện nay khoảng 250.
Ủy ban Champs-élysées không liên quan tới một liên đoàn nào khác, không có tổ chức đỡ đầu và hoạt động bằng ngân sách do thành viên đóng góp. Điều này bảo đảm cho ủy ban được hoàn toàn độc lập. Điều hành của Ủy ban Champs-élysées là một văn phòng được bầu lên, gồm 15 thành viên với một vị chủ tịch. Với nhiệm vụ kết nối các thành viên của ủy ban, hoạt động của văn phòng, gồm chủ tịch và cả nhóm, đều không hưởng lương.
Nhiệm vụ của Ủy ban Champs-élysées là bảo vệ hình ảnh của đại lộ nổi tiếng. Ủy ban thông tin cho giới truyền thông các hoạt động trên đại lộ, chịu trách nhiệm trang hoàng, thắp sáng... Ủy ban Champs-élysées còn có thể can thiệp vào các hoạt động thương mại, như quy định giờ mở cửa của các cửa hàng, và đóng vai trò tư vấn cho những tổ chức, doanh nghiệp muốn đặt trụ sở hoặc buôn bán ở đây.

## Lễ hội
Đại lộ Champs-Élysées cũng là nơi tổ chức các sự kiện, lễ hội của thành phố. Ngày quốc khánh Pháp 14 tháng 7, cuộc duyệt binh sẽ đi theo hướng từ Khải Hoàn Môn vào trung tâm thành phố. Champs-Élysées cũng là đích cuối của cuộc đua xe đạp Vòng quanh nước Pháp. Đêm 31 tháng 12, đại lộ Champs-Élysées là địa điểm đón năm mới được tìm đến nhiều nhất ở Paris. Để ăn mừng các chiến thắng thể thao, những cổ động viên cũng thường tập trung về Champs-Élysées.

## Các địa chỉ
Một vài địa chỉ của Champs-élysées

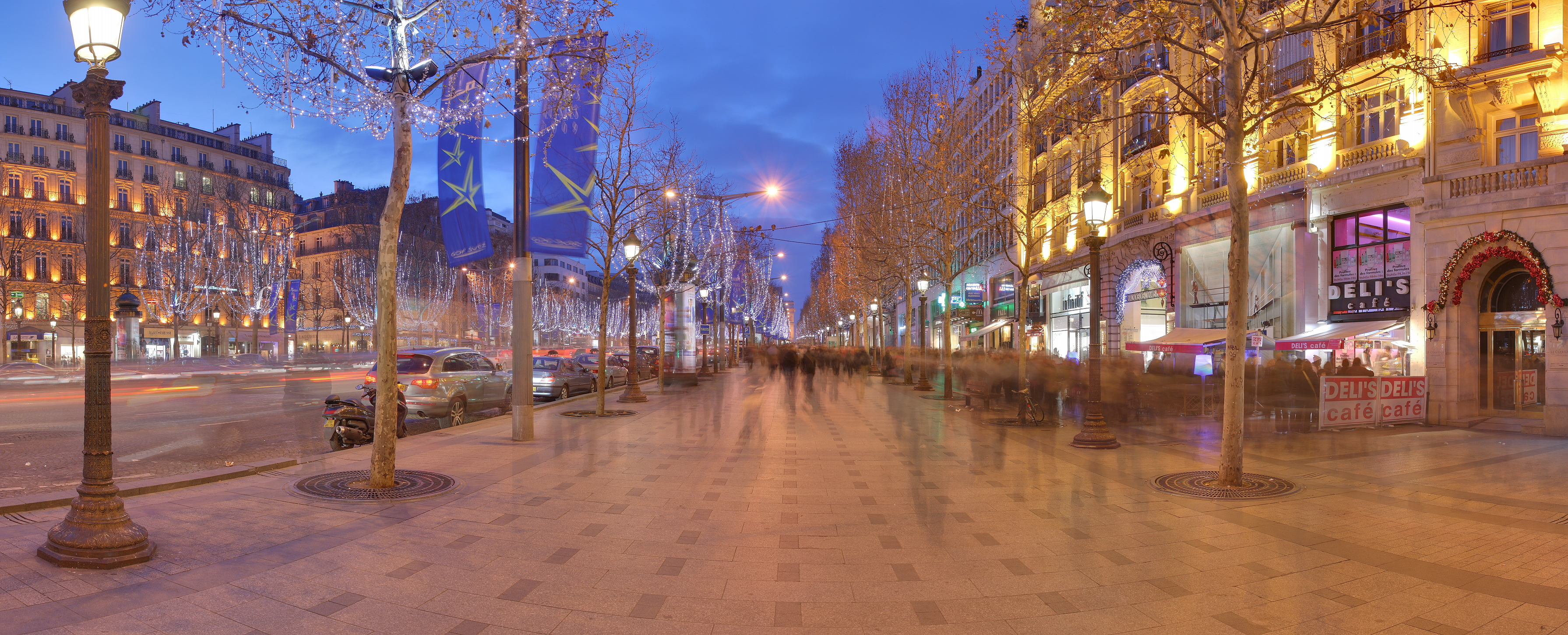

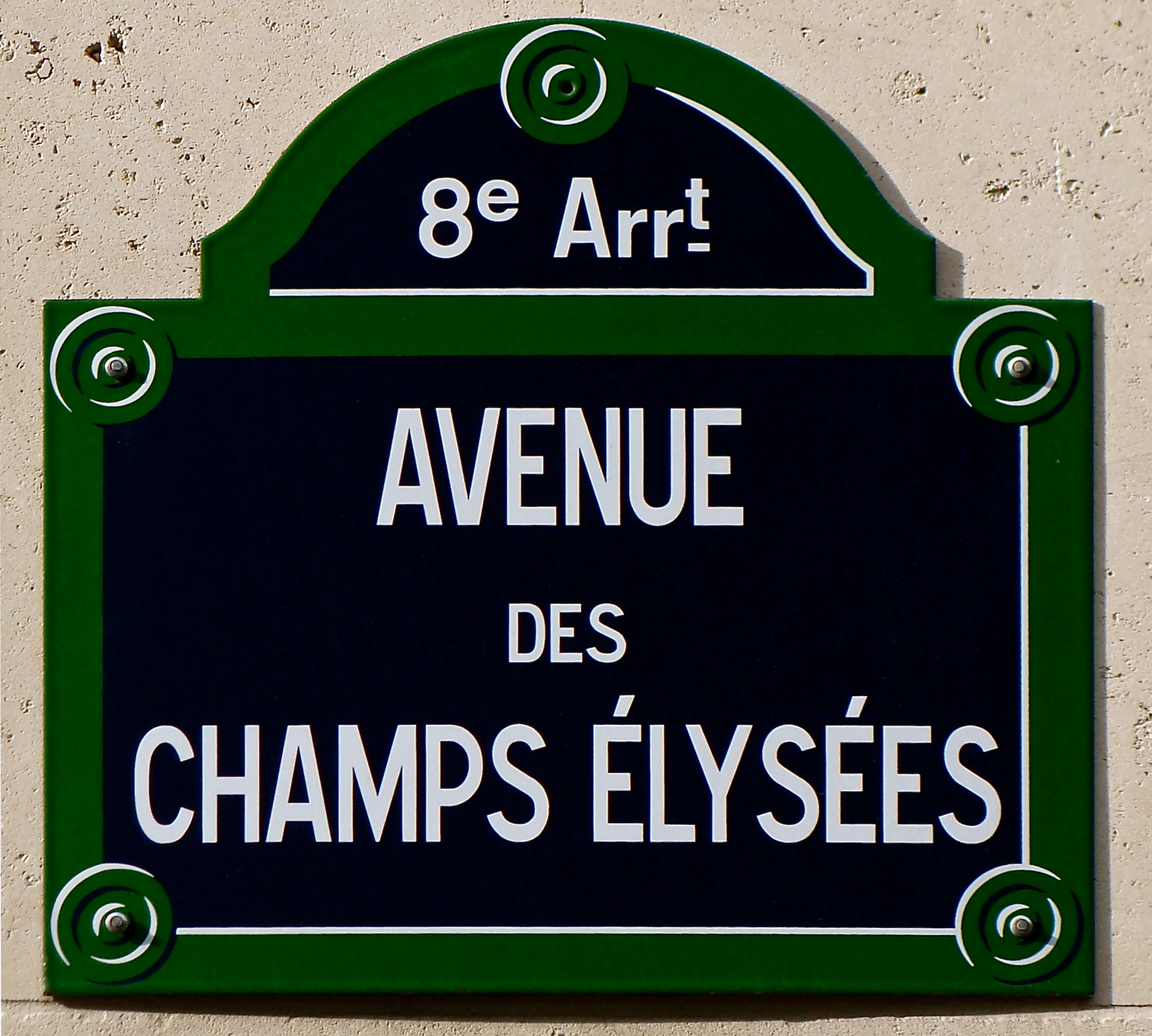
Bảng hiệu đại lộ Champs-Élysées

| - 101: Cửa hàng Louis Vuitton - 103: Crédit Commercial de France - 119: Air France - 146: Cửa hàng Bally France - 023: Thai Airways International - 025: The Travellers Paris - 027: Cửa hàng Paris Saint Germain - 027: Rạp Gaumont Marignan - 033: Aéroflot - 035: Quán cà phê Di Roma | - 037: BNP Paribas - 039: Nhà hàng L'Alsace - 053: L'Atelier Renault - 055: Crédit Lyonnais - 063: Iran Air - 079: Club 79 - 079: Toyota - 091: Société Générale - 100: Cascades Elysées - 100: Monsieur Elysées | - 104: Aviation Club de France - 104: Cửa hàng Swatch Store Mégastore - 106bis: Lido de Paris - 118: Mercedes-Benz - 122: Quick Hamburger Restaurant - 136: Automobiles Peugeot - 140: McDonald's - 144: Rạp UGC Georges V - 152: Cửa hàng Montblanc - 154: Cửa hàng Cartier |

## Hình ảnh
- Nhìn từ Khải hoàn môn
- Phố đi bộ dọc hai bên đại lộ
- Đài phun nước tại Place de la Concorde
- Khải hoàn môn nhìn từ xa vào ban đêm.